# Acanthoideae
Acanthoideae, potporodica primogovki podijeljena na osam tribusa

## Tribusi
1. Tribus Acantheae Dumort.
  1. Subtribus Acanthinae Nees
    1. Crossandra Salisb. (55 spp.)
    2. Crossandrella C. B. Clarke (3 spp.)
    3. Streptosiphon Mildbr. (1 sp.)
    4. Sclerochiton Harv. (17 spp.)
    5. Cynarospermum Vollesen (1 sp.)
    6. Blepharis Juss. (128 spp.)
    7. Acanthopsis Harv. (20 spp.)
    8. Acanthus L. (29 spp.)

  2. Subtribus Aphelandrinae Bremek.
    1. Stenandriopsis S.Moore (20 spp.)
    2. Stenandrium Nees (50 spp.)
    3. Salpixantha Hook. (1 sp.)
    4. Neriacanthus Benth. (1 sp.)
    5. Aphanandrium Lindau (5 spp.)
    6. Holographis Nees (18 spp.)
    7. Aphelandra R.Br. (206 spp.)
    8. Xantheranthemum Lindau (1 sp.)
    9. Cyphacanthus Leonard (1 sp.)
2. Tribus Physacantheae E.A.Tripp & Darbyshire
  1. Physacanthus Benth. (3 spp.)
3. Tribus Neuracantheae Reveal
  1. Neuracanthus Nees (31 spp.)
4. Tribus Barlerieae Nees
  1. Barleria L. (290 spp.)
  2. Crabbea Harv. (13 spp.)
  3. Lasiocladus Bojer ex Nees (7 spp.)
  4. Pericalypta Benoist (1 sp.)
  5. Podorungia Baill. (5 spp.)
  6. Pseudodicliptera Benoist (4 spp.)
  7. Boutonia DC. (1 sp.)
  8. Lepidagathis Willd. (160 spp.)
  9. Schaueriopsis Champl. & I.Darbysh. (1 sp.)
  10. Chroesthes Benoist (4 spp.)
  11. Hulemacanthus S.Moore (2 spp.)
  12. Borneacanthus Bremek. (6 spp.)
  13. Barleriola Oerst. (4 spp.)
5. Tribus Andrographideae Endl.
  1. Andrographis Wall. (27 spp.)
  2. Haplanthus Nees (4 spp.)
  3. Haplanthodes Kuntze (4 spp.)
  4. Graphandra J.B.Imlay (1 sp.)
  5. Phlogacanthus Nees (42 spp.)
  6. Gymnostachyum Nees (52 spp.)
  7. Sphinctacanthus Benth. (2 spp.)
6. Tribus Whitfieldieae Bremek. ex Reveal
  1. Subtribus Lankesteriinae I.Darbysh. & E.A.Tripp
    1. Lankesteria Lindl. (7 spp.)

  2. Subtribus Whitfieldiinae I.Darbysh. & E.A.Tripp
    1. Whitfieldia Hook. (13 spp.)
    2. Chlamydacanthus Lindau (2 spp.)
    3. Zygoruellia Baill. (1 sp.)
    4. Camarotea Scott Elliot (1 sp.)
    5. Forcipella Baill. (4 spp.)
    6. Vindasia Benoist (1 sp.)
    7. Leandriella Benoist (1 sp.)
    8. Ritonia Benoist (2 spp.)
7. Tribus Ruellieae Dumort.
  1. Subtribus Erantheminae Nees
    1. Brunoniella Bremek. (6 spp.)
    2. Leptosiphonium F. Muell. (10 spp.)
    3. Pararuellia Bremek. & Nann.-Bremek. (11 spp.)
    4. Eranthemum L. (22 spp.)
    5. Kosmosiphon Lindau (1 sp.)

  2. Subtribus Dinteracanthinae E.A.Tripp & I.Darbysh.
    1. Dinteracanthus C.B.Clarke ex Schinz (4 spp.)

  3. Subtribus Ruelliinae Nees
    1. Dischistocalyx T.Anderson ex Benth. (12 spp.)
    2. Satanocrater Schweinf. (4 spp.)
    3. Acanthopale C.B.Clarke (12 spp.)
    4. Ruellia Plum. ex L. (389 spp.)
    5. Calacanthus T.Anderson ex Benth. (1 sp.)

  4. Subtribus Trichantherinae Benth. & Hook.f.
    1. Louteridium S. Watson (11 spp.)
    2. Bravaisia DC. (3 spp.)
    3. Trichanthera Kunth (2 spp.)
    4. Trichosanchezia Mildbr. (1 sp.)
    5. Sanchezia Ruiz & Pav. (46 spp.)
    6. Suessenguthia Merxm. (8 spp.)

  5. Subtribus Strobilanthinae T.Anderson
    1. Strobilanthes Blume (458 spp.)
    2. Hemigraphis Nees (20 spp.)

  6. Subtribus Hygrophilinae Nees
    1. Hygrophila R. Br. (75 spp.)
    2. Brillantaisia Beauverd (15 spp.)

  7. Subtribus Petalidiinae Benth. & Hook.f.
    1. Strobilanthopsis S. Moore (1 sp.)
    2. Dyschoriste Nees (96 spp.)
    3. Echinacanthus Nees (4 spp.)
    4. Petalidium Nees (43 spp.)
    5. Duosperma Dayton (26 spp.)
    6. Ruelliopsis C.B.Clarke (1 sp.)

  8. Subtribus Mcdadeinae E.A.Tripp & I.Darbysh.
    1. Mcdadea E.A.Tripp & I.Darbysh. (1 sp.)

  9. Subtribus Phaulopsidinae E.A.Tripp & I.Darbysh.
    1. Phaulopsis Willd. (22 spp.)

  10. Subtribus Mimulopsidinae E. A. Tripp
    1. Eremomastax Lindau (1 sp.)
    2. Heteradelphia Lindau (2 spp.)
    3. Mellera S. Moore (7 spp.)
    4. Mimulopsis Schweinf. (20 spp.)

  11. Subtribus Ruellieae incertae sedis
    1. Stenothyrsus C.B.Clarke (1 sp.)
    2. Xylacanthus Aver. & K.S.Nguyen (1 sp.)
    3. Diceratotheca J.R.I. Wood & Scotland (1 sp.)
    4. Pseudosiphonium Tripp et al. (1 sp.)
8. Tribus Justicieae Dumort.
  1. Subtribus Graptophyllinae T.Anderson
    1. Spathacanthus Baill. (4 spp.)
    2. Chamaeranthemum Nees (4 spp.)
    3. Pranceacanthus Wassh. (1 sp.)
    4. Herpetacanthus Nees (21 spp.)
    5. Isotheca Turrill (1 sp.)
    6. Afrofittonia Lindau (1 sp.)
    7. Thysanostigma J.B.Imlay (2 spp.)
    8. Glossochilus Nees (1 sp.)
    9. Asystasia Blume (59 spp.)
    10. Phialacanthus Benth. (5 spp.)
    11. Filetia Miq. (9 spp.)
    12. Mackaya Harv. (6 spp.)
    13. Cosmianthemum Bremek. (14 spp.)
    14. Codonacanthus Nees (2 spp.)
    15. Chileranthemum Oerst. (3 spp.)
    16. Pulchranthus V.M.Baum, Reveal & Nowicke (4 spp.)
    17. Odontonema Nees (32 spp.)
    18. Sapphoa Urb. (2 spp.)
    19. Oplonia Raf. (21 spp.)
    20. Psilanthele Lindau (1 sp.)
    21. Linariantha B.L.Burtt & R.M.Sm. (1 sp.)
    22. Pseuderanthemum Radlk. (133 spp.)
    23. Graptophyllum Nees (15 spp.)
    24. Wuacanthus Y.F.Deng, N.H.Xia & H.Peng (1 sp.)
    25. Ruspolia Lindau (5 spp.)
    26. Ballochia Balf.f. (3 spp.)
    27. Ruttya Harv. (6 spp.)

  2. Subtribus Monotheciinae Lindau
    1. Champluviera I.Darbysh., T.F.Daniel & Kiel (2 spp.)
    2. Monothecium Hochst. (3 spp.)
    3. Marcania J. B. Imlay (1 sp.)
    4. Jadunia Lindau (2 spp.)
    5. Calycacanthus K. Schum. (2 spp.)
    6. Cyclacanthus S. Moore (2 spp.)
    7. Ptyssiglottis T. Anderson (40 spp.)
    8. Ambongia Benoist (1 sp.)

  3. Subtribus Isoglossinae Lindau
    1. Ichthyostoma Hedrén & Vollesen (1 sp.)
    2. Isoglossa Oerst. (81 spp.)
    3. Sphacanthus Benoist (2 spp.)
    4. Celerina Benoist (1 sp.)
    5. Melittacanthus S. Moore (1 sp.)
    6. Brachystephanus Nees (21 spp.)
    7. Stenostephanus Nees (97 spp.)
    8. Sebastiano-schaueria Nees (1 sp.)

  4. Subtribus Tetrameriinae T.F.Daniel, Kiel & McDade
    1. Chlamydocardia Lindau (2 spp.)
    2. Kudoacanthus Hosok. (1 sp.)
    3. Clinacanthus Nees (2 spp.)
    4. Angkalanthus Balf.f. (1 sp.)
    5. Chorisochora Vollesen (4 spp.)
    6. Ecbolium Kurz (22 spp.)
    7. Populina Baill. (2 spp.)
    8. Megalochlamys Lindau (10 spp.)
    9. Trichaulax Vollesen (1 sp.)
    10. Cephalophis Vollesen (1 sp.)
    11. Mirandea Rzed. (6 spp.)
    12. Yeatesia Small (3 spp.)
    13. Hoverdenia Nees (1 sp.)
    14. Thyrsacanthus Nees (7 spp.)
    15. Pachystachys Nees (18 spp.)
    16. Fittonia Coem. (2 spp.)
    17. Schaueria Nees (16 spp.)
    18. Ancistranthus Lindau (1 sp.)
    19. Aphanosperma (Leonard & Gentry) Daniel (1 sp.)
    20. Chalarothyrsus Lindau (1 sp.)
    21. Henrya Nees (2 spp.)
    22. Gypsacanthus E.J.Lott, V.Jaram. & Rzed. (1 sp.)
    23. Carlowrightia A. Gray (26 spp.)
    24. Tetramerium Nees (29 spp.)
    25. Anisacanthus Nees (12 spp.)
    26. Mexacanthus T. F. Daniel (1 sp.)
    27. Streblacanthus Kuntze (2 spp.)
    28. Dolichostachys Benoist (1 sp.)

  5. Subtribus Justiciinae Nees
    1. Justicia L. (937 spp.)
    2. Rostellularia Rchb. (33 spp.)
    3. Leptostachya Nees (2 spp.)
    4. Rhaphidospora Nees (8 spp.)
    5. Dianthera L. (41 spp.)
    6. Nicoteba Lindau (5 spp.)
    7. Ascotheca Heine (1 sp.)
    8. Rungia Nees (85 spp.)
    9. Metarungia Baden (3 spp.)
    10. Anisotes Nees (28 spp.)
    11. Anisostachya Nees (63 spp.)
    12. Trichocalyx Balf.f. (2 spp.)
    13. Meiosperma Raf. (6 spp.)
    14. Pogonospermum Hochst. (34 spp.)
    15. Kenyacanthus I.Darbysh. & Kiel (1 sp.)
    16. Rhinacanthus Nees (27 spp.)
    17. Hypoestes Sol. ex R. Br. (139 spp.)
    18. Dicliptera Juss. (222 spp.)
    19. Vavara Benoist (1 sp.)
    20. Xerothamnella C. T. White (2 spp.)
    21. Dicladanthera F. Muell. (2 spp.)
    22. Cephalacanthus Lindau (1 sp.)
    23. Poikilacanthus Lindau (13 spp.)
    24. Megaskepasma Lindau (1 sp.)
    25. Clistax Mart. (3 spp.)
    26. Harpochilus Nees (3 spp.)
    27. Dasytropis Urb. (1 sp.)

  6. Subtribus Justicieae incertae sedis
    1. Samuelssonia Urb. & Ekman (1 sp.)
    2. Tessmanniacanthus Mildbr. (1 sp.)